# Espelundens Idrætsanlæg
|  | Opdelingsforslag Denne artikel er foreslået opdelt i artiklerne Espelundens Idrætsanlæg og Espelunden Stadion. (Diskutér forslaget). Hvis opdelingen sker, skal det fremgå af beskrivelsesfeltet, at opdelingen er sket (hvorfra og hvortil) eller af artiklens diskussionsside. |

Espelundens Idrætsanlæg er et kommunalt fodboldanlæg beliggende i den sydvestlige del af Rødovre langs med Vestvolden. Fodboldanlægget består af en opvisningsbane på 105 x 68 meter med en tribune, et cafeteria, syv fodboldbaner, tre grusbaner, tre podefodboldbaner, seks minifodboldbaner og en rullehockeybane. Opvisningsbanen benyttes som hjemmebane for Boldklubben Avarta og Islev Boldklub, som har deres klublokaler omtrent 100 meter nordøst fra stadion. Opvisningsbanen har en kapacitet på 6.000 tilskuere, hvoraf 460 pladser er overdækkede siddepladser. Tilskuere kan stå rundt om banen eller sidde på den græsbeklædte jordvold, som omkrandser hele opvisningsbanen. Opvisningsbanen kaldes i øjeblikket af sponsorårsager Tømrermester Jim Jensens Park.
Anlæggets boldbaner anvendes desuden som reservehjemmebane af fodboldafdelingen i Gymnastik- og Idrætsforeningen Orient.[kilde mangler]